# Acer pseudoplatanus

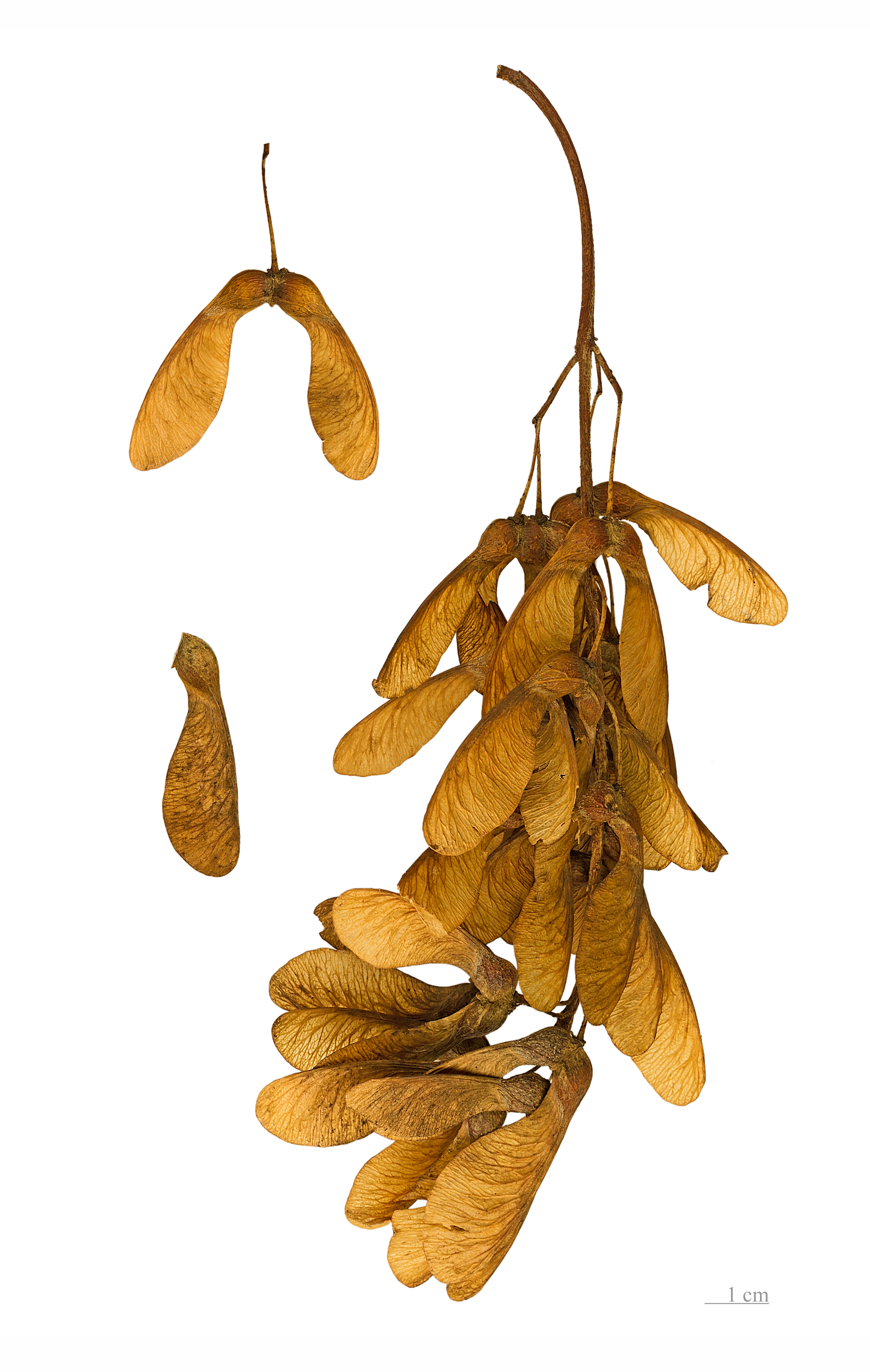
Acer pseudoplatanus

L'acero di monte (Acer pseudoplatanus L., 1753)  è una pianta appartenente alla famiglia delle Sapindaceae . Talvolta è chiamato impropriamente sicomoro.

## Descrizione
È una pianta ad alto fusto che può raggiungere 25–40 m di altezza e un diametro del tronco di 3,5 m. Ha una chioma globosa e ampia; la corteccia è inizialmente grigia o giallastra per poi tendere al rossastro e distaccarsi in grandi placche. Ha gemme opposte, come tutti gli aceri. I fiori appaiono dopo la comparsa delle foglie. Il frutto è una doppia samara. Negli alberi adulti ricorda la corteccia del platano, da cui il suo nome scientifico.

### Foglie

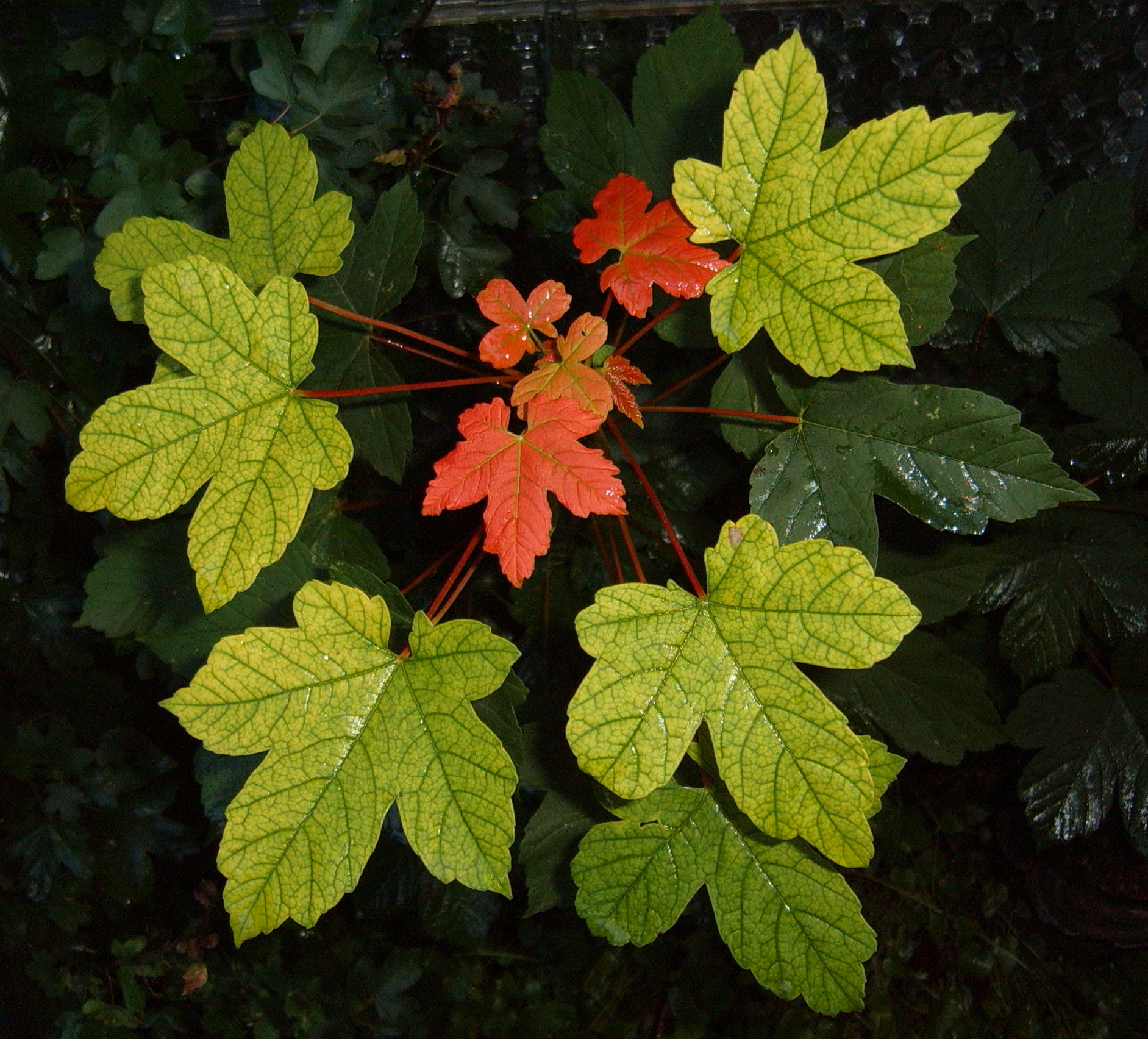
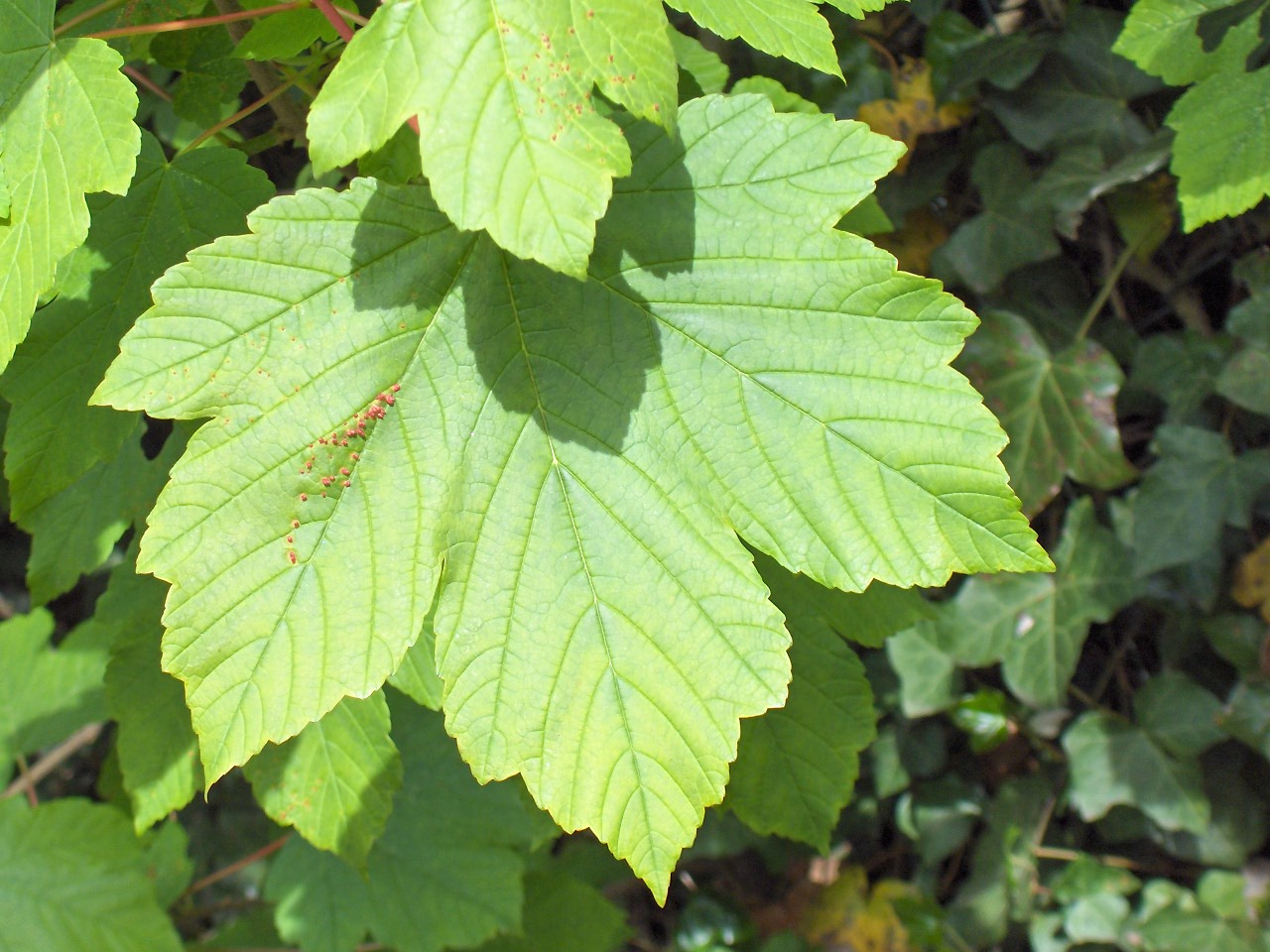
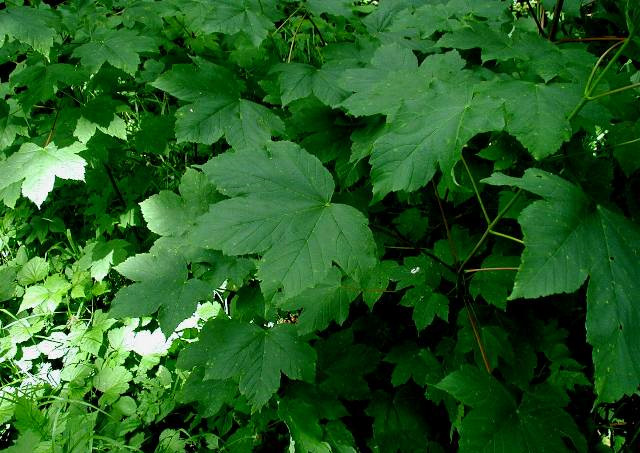

Foglie lungamente picciolate (5–15 cm), semplici, opposte, caduche, 10–15 cm in lunghezza e larghezza, pentalobate con lobi poco acuti, margine debolmente dentato, verde scuro sopra, glauche sotto, cicatrici fogliari che non si toccano.
Fasi dell'apertura di una gemma

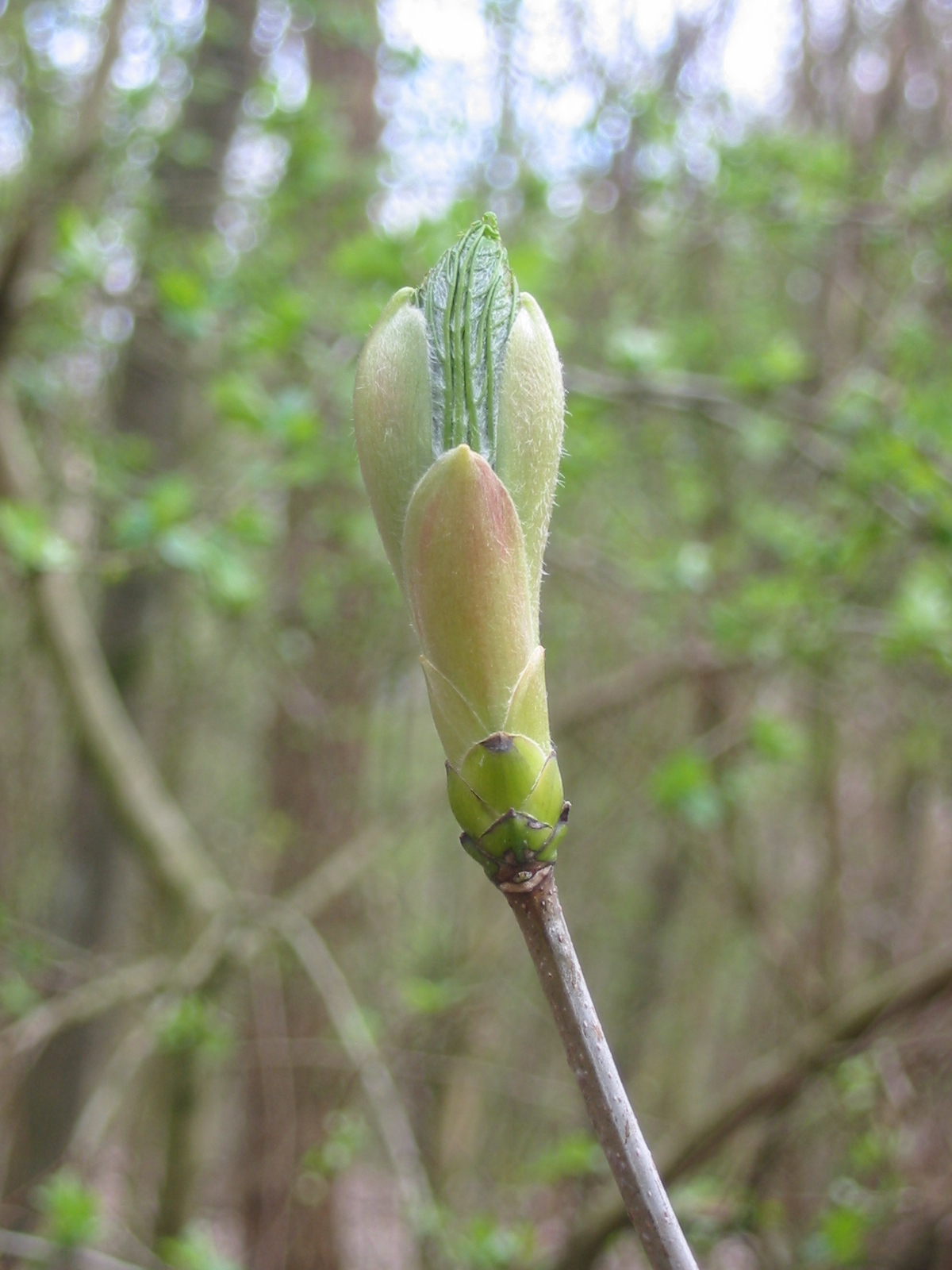
stadio 1
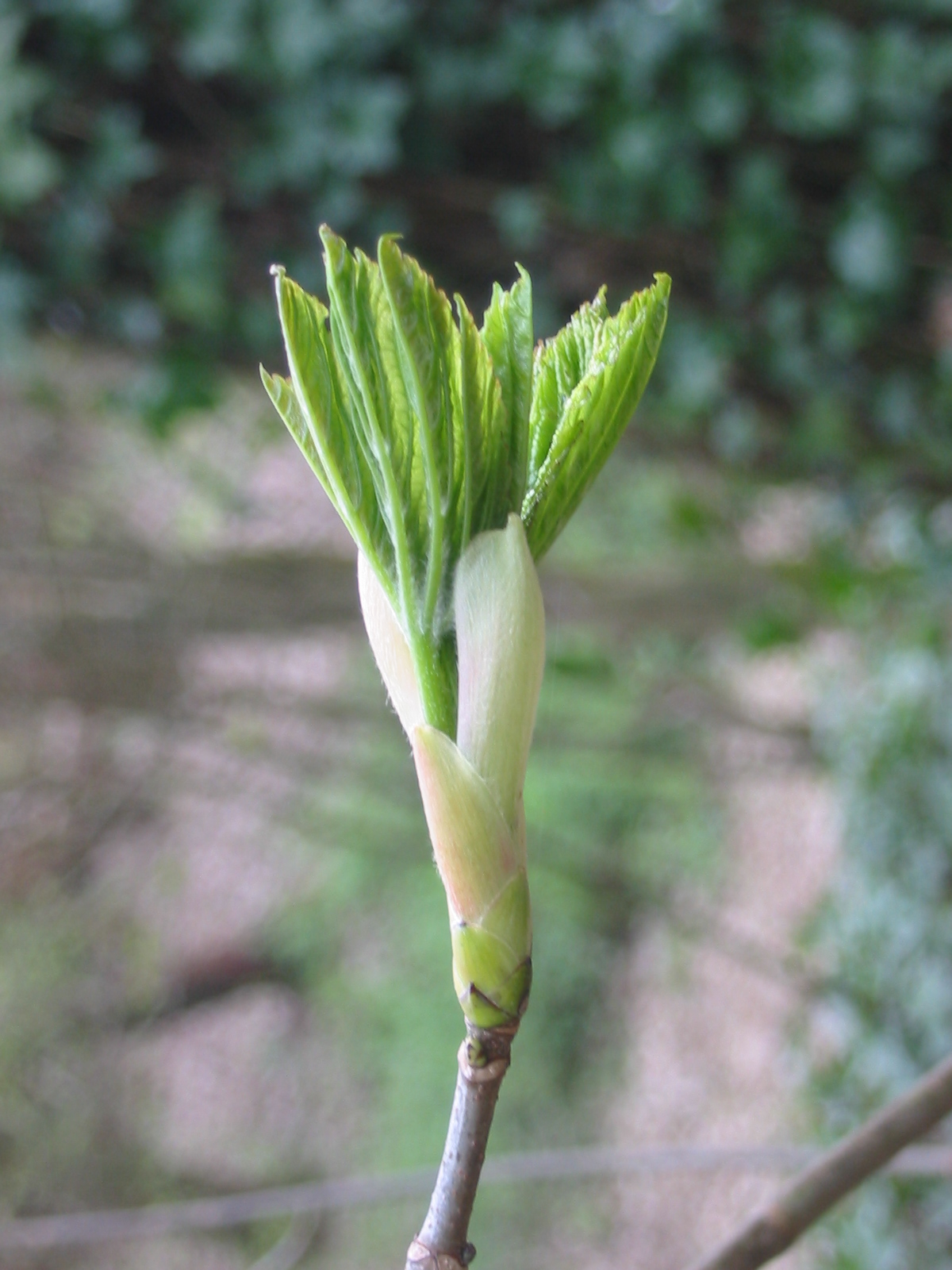
stadio 2
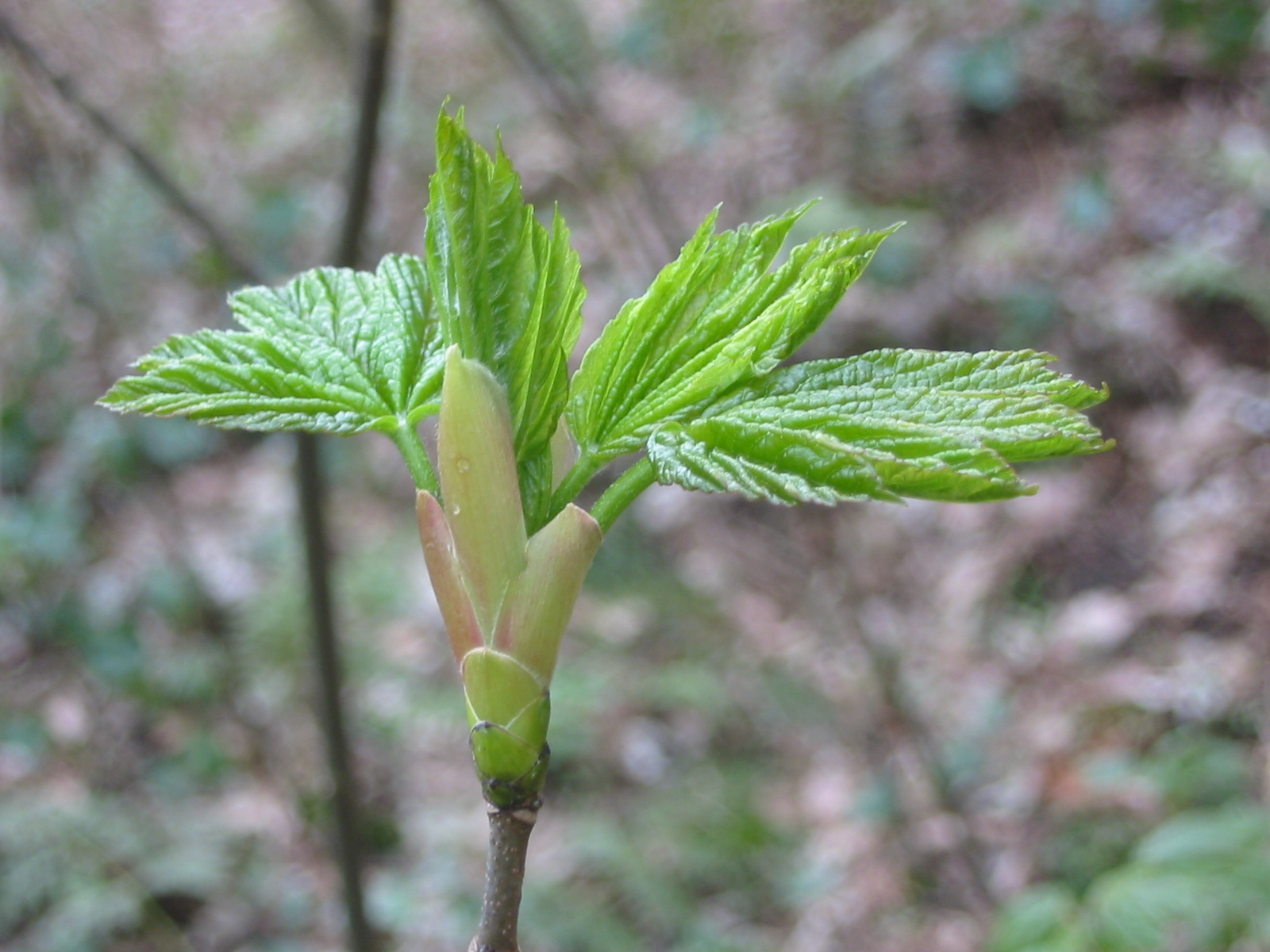
stadio 3
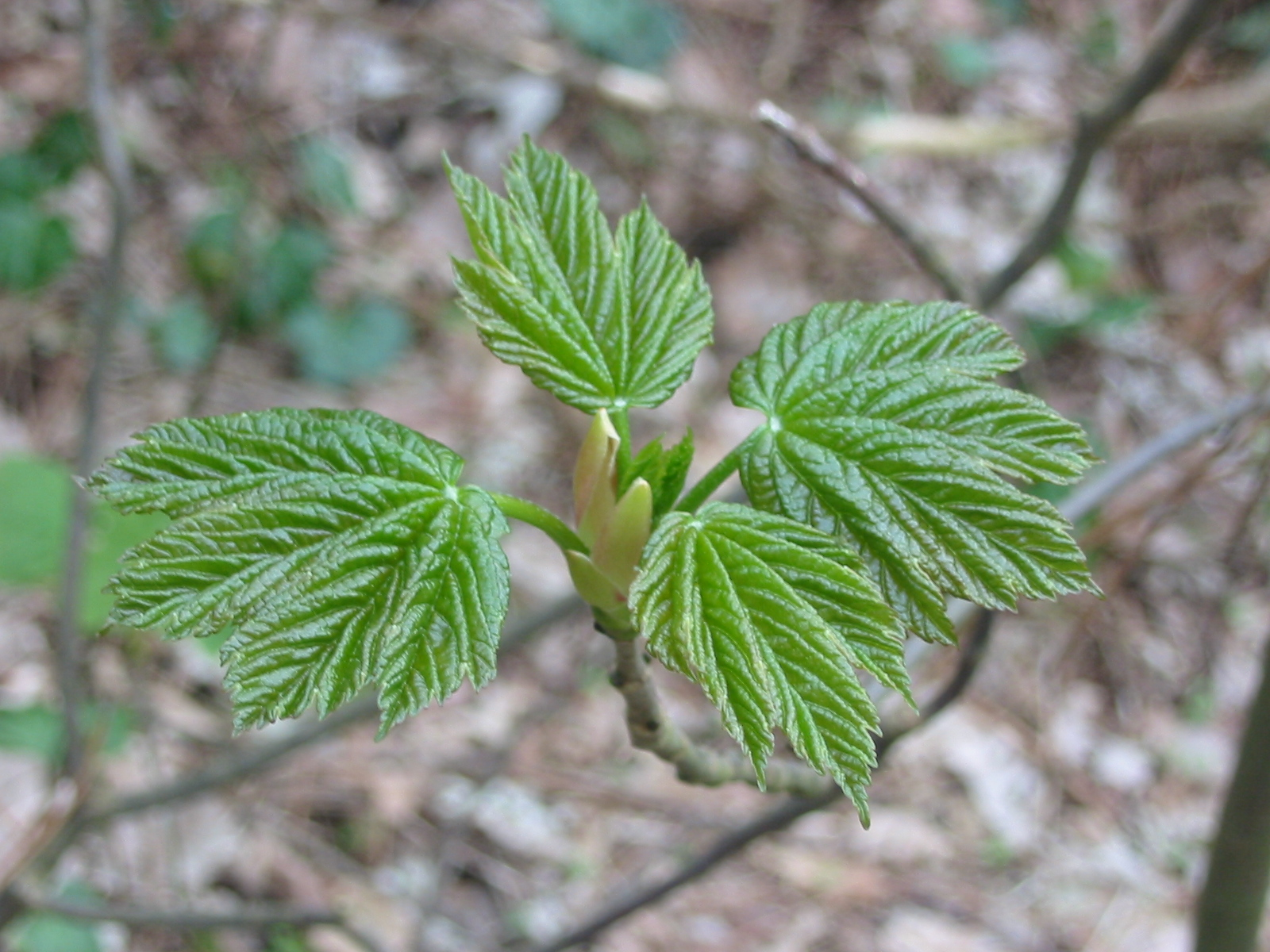
stadio 4

## Specie simili
L'acero di monte e l'acero riccio sono specie simili e spesso vengono fra loro confuse, soprattutto in ambito urbano, essendo entrambe le specie usate nei parchi, giardini e nelle alberature stradali. Ma alcune caratteristiche ci permettono di distinguere agevolmente le due specie:
- Le cicatrici fogliari nell'acero di monte non si toccano, nell'acero riccio si toccano.
- la corteccia delle piante adulte: nell'acero di monte è simile a quella del platano, cioè tende a staccarsi in grandi placche, mentre nell'acero riccio rimane liscia e solo con l'età appare finemente fessurata in senso longitudinale.
- le gemme: nell'acero montano sono verdi, mentre nell'acero riccio sono decisamente più rossastre.
- le samare sono molto utili, perché nell'acero di monte il seme ivi contenuto è rotondo, anziché appiattito, e se separato dal frutto si mostra fittamente coperto di filamenti biancastri. Inoltre, poiché la fioritura dell'acero di monte è successiva alla comparsa delle foglie, le samare si trovano in cima al rametto. Nell'acero riccio, invece, le infiorescenze  fanno comparsa prima della schiusa delle gemme e quindi le samare si trovano all'ascella dei rametti dell'anno.
- gli alberi a foglie color bordeaux che si trovano in ambiente urbano sono quasi sempre cultivar dell'acero riccio.

## Distribuzione e habitat
La specie è molto diffusa in Europa centrale e occidentale (Francia, Benelux, Germania, Svizzera, Austria, Polonia, Russia), nel bacino del Mediterraneo (Spagna, Portogallo, Italia, Albania, Bulgaria, ex-Jugoslavia, Grecia), in Asia minore (Turchia) e nella regione del Caucaso.
In Italia esso è un albero delle zone montuose, tuttavia compare anche a quote poco elevate: ad esempio è presente sporadicamente nell'alta pianura ai piedi delle Alpi ed è comune sulle Prealpi. Lo si incontra fino ad un'altitudine di 1500–1900 m. Trova il suo optimum negli acero-frassineti e nelle faggete. In Pianura Padana è quasi completamente sostituito dall'acero campestre.
Nell'Europa centrale è presente ad altitudini via via inferiori, man mano che ci si sposta verso nord.

## Usi
Il legno dell'acero di monte (considerato di elevato pregio) è usato principalmente in liuteria. Questa specie è spesso coltivata sia in boschi, che in impianti di arboricoltura da legno.
In Calabria il legno è tradizionalmente utilizzato per realizzare collari per ovini, caprini e bovini, ciotole, coppe, scodelle e cucchiai (cucchiare).
La pianta è molto visitata dalle api per il copioso polline, di colore grigioverde e l'abbondantissimo nettare, da cui producono un ottimo miele dorato con sfumature verdastre.